# Паренсен, Михаэль
Михаэль Паренсен (нем. Michael Parensen; 24 июня 1986 года, Бад-Дрибург, Германия) — немецкий футболист, защитник.
Его младший брат Стефан (р. 1989) играл в футбол на любительском уровне.

## Клубная карьера
Паренсен — воспитанник клубов «Эверсен», «Бад-Дрибург», «Падерборн 07 и дортмундской «Боруссии». В 2004 году для получения игровой практики игрок начал выступать за дублирующий состав последнего. В 2007 году Михаэль перешёл в «Кёльн», где также выступал за дублирующий состав. В начале 2009 года Паренсен подписал контракт с берлинским «Унионом». 7 февраля в матче против дублёров «Штутгарта» он дебютировал за основной состав в Третьей лиге Германии. По итогам сезона Михаэль помог клубу подняться в более высокий дивизион. 7 августа в матче против «Рот-Вайсс» он дебютировал во Второй Бундеслиге. 15 октября 2011 года в поединке против «Карлсруэ» Михаэль забил свой первый гол за «Унион». В 2019 году Паренсен помог клубу выйти в элиту. 19 октября в матче против «Фрайбурга» он дебютировал в Бундеслиге.